# 舛田利雄
舛田 利雄（ますだ としお、1927年〈昭和2年〉10月5日 - ）は、日本の映画監督、脚本家である。兵庫県神戸市出身。

## 経歴・人物

### 多感な青年期 - 映画界へ
1944年に兵庫県立第一神戸中学校（現：県立神戸高校）から、新居浜工業専門学校（現：愛媛大学工学部）に進学するも、1945年7月に同学校が行う軍事教練に反発し退学処分になる。その1ヶ月後に終戦を終え、大阪外国語大学ロシア語学科（現：大阪大学外国語学部）。へ入り直す。当時の舛田は、大の軍人嫌いの少年だったという。
大阪外国語大学（現・大阪大学外国語学部）ロシア語学科卒業。大学卒業後は教師になるつもりであったが、名作フランス映画の再上映を観て感動し映画に関心を持つ。映画監督を目指し、大学卒業後に上京。
上京後の1949年より新東宝シナリオ塾に入塾しシナリオ学を学ぶ。その翌年1950年8月に新東宝助監督部に入社。中川信夫、井上梅次といった監督の下で助監督として働きながら、自分でもシナリオを書く。

### 新東宝・日活・助監督時代
1954年、舛田は新東宝に入社した時、井上梅次について助監督時代を過ごした。その後、同時期に製作活動を再開した日活に移籍。助監督として井上、市川崑、久松静児らに師事する。
1957年、石原裕次郎主演、井上梅次監督の『鷲と鷹』で助監督を務めたのち監督に昇進。翌年1958年に公開した『心と肉体の旅』で監督デビューを飾る。脚本も兼任。監督昇進時、舛田はまだ29歳であり当時の映画界としては異例のスピードであった。
以後、『赤い波止場』、『今日に生きる』など充実した娯楽作を撮り続け、『錆びたナイフ』をはじめとする石原裕次郎主演作品を最も多く（計25作品）演出した監督として日活を支え、日活アクション映画全盛期に数々の作品のメガホンを執り「日活の舛田天皇」とも言われた。
助監督時代には井上梅次の邸宅に一時期、下宿していたこともある。井上の邸宅で下宿しながら、何本か映画のシナリオの「下書き」を書く。舛田の映画の脚本は、井上のシナリオの下書きをして身についたものが、後に役に立った。舛田は4歳年上の井上のことを「梅さん」と呼ぶ。

### 日本映画界のヒットメーカー
1969年に日活を退社し、フリーになる。
1970年、黒澤明が諸事情で降板した20世紀フォックス制作の日米合作による戦争大作映画『トラ・トラ・トラ!』の日本側監督を深作欣二と共同で務める。当時、ハリウッドから降板した黒澤に代わる日本側監督のオファーを日本映画界の名だたる名匠、巨匠らが断るなか舛田自身にもオファーがあり一度は断っていたが、しばらくして再び舛田のもとにオファーがあり「面白そうだから」という理由で日本側監督を引き受け話題となる。
以降は、池田大作原作の映画『人間革命』と『続・人間革命』（脚本家・橋本忍の推薦で参加している）、五島勉原作のパニック特撮『ノストラダムスの大予言』、戦争大作『二百三高地』、『大日本帝国』、『日本海大海戦 海ゆかば』、『零戦燃ゆ』など、大作映画を任される機会が増えていく。
さまざまなジャンルの作品でも常に安定した作風にまとめ上げる確かな演出の腕を買われ、さらに手がけた作品がどれも興行的にも成功したため日本映画界において実力派の映画監督として娯楽作品をコンスタントに手がけてきた。
また『大都会』などの石原プロ作品をはじめとしたテレビ映画の演出も数多く手掛けるほか、筒井康隆作品の初映画化である『俺の血は他人の血』以後、日本SF大賞を受賞した小松左京原作の映画化作『首都消失』など、SFや特撮映画の演出も多い。

## 劇場アニメの監督・監修
1970年代には既にジャンルを問わず数々の劇場大作映画の仕事を手掛け断固たる立場を築いていた舛田であるが、1974年から放送が開始されたテレビアニメ『宇宙戦艦ヤマト』に監修としてクレジットされている。
本作の企画段階当時、企画・原案・プロデューサーを務めていた西崎義展が従来のアニメーション作品とは一線を画す高年齢層の鑑賞にも耐えうる劇場映画並のリアリティある作品作りを目指し、そういった製作体制の影響と当時の業界においては、アニメーション作品が格下と見られる時代であったため、市場への売り込みを考慮したセールスアップという双方の目的から劇場映画監督である舛田を制作に誘ったことがきっかけである。
こうして『宇宙戦艦ヤマト』のテレビシリーズへの参加を快諾した舛田は西崎から監督とストーリーの監修を依頼されたが、撮影が早まった映画『ノストラダムスの大予言』の撮影のため、企画会議に3度出席しただけで実際にはテレビシリーズには最終的には直接タッチはしなかった。
西崎プロデューサーら制作スタッフの熱意とは裏腹に1974年より放送されたテレビシリーズは商業的に失敗に終わったが、放送終了後に日本国外輸出向けにテレビシリーズを再編集し劇場版として公開する話が持ち上がる。西崎は当初これを最後にアニメから手を引き、ファン向けに1週間だけ限定で劇場公開するつもりだったという。
この劇場版の制作にあたり再び舛田に協力を仰ぎ1975年5月、劇場向けの再編集を開始。当初は5時間の長尺だったが、舛田の監督の下、ヤマトの艦長・沖田十三の物語に焦点を当てる方針で必要最低限の部分を除きそれ以外は丸ごと削除するなどして約2時間を短縮して完成。こうして1977年に公開された劇場版『宇宙戦艦ヤマト』は3時間と長尺ながら、周囲の予想を裏切りアニメーション映画の常識を破る大ヒットを記録する。
翌年1978年には完全新作として『さらば宇宙戦艦ヤマト 愛の戦士たち』が公開され、前作を上回る大ヒットとなって「ヤマトブーム」と呼ばれる社会現象が巻き起こる。この作品で舛田は脚本・監督として積極的に制作に参加したため、舛田の意見が随所に反映されており、特にクライマックスの展開は舛田の日活時代の監督作である『零戦黒雲一家』（1962年）に酷似している。また、本作に登場する空間騎兵隊の斉藤始は舛田が発案したオリジナルキャラクターである。
その後、1980年には自身が手掛けた戦争大作『二百三高地』と同年同日に公開された「宇宙戦艦ヤマトシリーズ」の劇場版第3作『ヤマトよ永遠に』でも脚本と監督を手掛け、両作品とも大ヒット。実写大作映画とアニメーション大作映画というジャンルの枠を超えた作品を同時に手掛け共にヒットに導くという前例のない偉業を成し遂げ、「明治から未来まで撮る男」として話題となる。
1983年公開の『宇宙戦艦ヤマト 完結編』と2009年公開の『宇宙戦艦ヤマト 復活篇』では監督から「総監修」という立場に回り（『完結編』では従来通り脚本も手掛けている）、「宇宙戦艦ヤマトシリーズ」を陰で支え続けた。
『宇宙戦艦ヤマト』以降もアニメーション映画に参加し、1979年公開の劇場版『海のトリトン』では監修を、1982年公開のSF戦争アニメーション映画『FUTURE WAR 198X年』で勝間田具治と共に監督。1985年公開のSFアニメーション映画『オーディーン 光子帆船スターライト』を総監督。1992年から1994年にかけて制作された「劇場版 三国志シリーズ」を監修し、1995年から発売されたOVA『YAMATO2520』でも監修を手掛けた。

## 湯布院映画祭
2008年、第33回湯布院映画祭にて「何だって面白くしてやる! 特集:舛田利雄のあくなき仕事」として『赤い波止場』『完全な遊戯』『二百三高地』など10本の監督作品が8月28日から8月30日の3日間で、特集上映される。本人出席のシンポジウムも開催され元気な姿を見せた。
舛田が手掛けた作品への出演が多い俳優の丹波哲郎は自身の著書で「舛田はとにかく喧嘩が強い」と書いており、いつも出演するのが楽しみな監督の一人として挙げていた。

## 助監督時代
| 公開年 | 公開年  | 作品名                      | 制作（配給）        | 脚本                             | 監督     | 上映時間ほか                                 |
| ------ | ------- | --------------------------- | ------------------- | -------------------------------- | -------- | -------------------------------------------- |
| 1955年 | 6月14日 | 春の夜の出来事              | 日活撮影所 （日活） | - 河夢古 - 中平康                | 西河克己 | - モノクロ - スタンダード - 93分             |
| 1955年 | 8月31日 | こころ                      | 日活撮影所 （日活） | - 長谷部慶治 - 猪俣勝人          | 市川崑   | - モノクロ - スタンダード - 122分            |
| 1956年 | 1月21日 | ビルマの竪琴 第一部         | 日活撮影所 （日活） | 和田夏十                         | 市川崑   | - モノクロ - スタンダード - 63分             |
| 1956年 | 2月12日 | ビルマの竪琴 第二部・帰郷篇 | 日活撮影所 （日活） | 和田夏十                         | 市川崑   | - モノクロ - スタンダード - 81分             |
| 1956年 | 4月4日  | 東京の人 前篇               | 日活撮影所 （日活） | - 西河克己 - 田中澄江 - 寺田信義 | 西河克己 | - モノクロ - スタンダード - 72分             |
| 1956年 | 4月4日  | 東京の人 後篇               | 日活撮影所 （日活） | - 西河克己 - 田中澄江 - 寺田信義 | 西河克己 | - モノクロ - スタンダード - 54分             |
| 1956年 | 6月14日 | 火の鳥                      | 日活撮影所 （日活） | - 猪俣勝人 - 井上梅次            | 井上梅次 | - モノクロ - スタンダード - 99分             |
| 1956年 | 9月11日 | ニコヨン物語                | 日活撮影所 （日活） | 井上梅次                         | 井上梅次 | - モノクロ - スタンダード - 95分             |
| 1957年 | 1月3日  | お転婆三人姉妹 踊る太陽     | 日活撮影所 （日活） | 井上梅次                         | 井上梅次 | - カラー - スタンダード - 83分               |
| 1957年 | 2月24日 | 危険な関係                  | 日活撮影所 （日活） | - 岡田達門 - 井上梅次            | 井上梅次 | - モノクロ - スタンダード - 95分             |
| 1957年 | 5月1日  | 勝利者                      | 日活撮影所 （日活） | - 井上梅次 - 舛田利雄            | 井上梅次 | - イーストマン・カラー - スタンダード - 98分 |
| 1957年 | 9月29日 | 鷲と鷹                      | 日活                | 井上梅次                         | 井上梅次 | - カラー - 日活スコープ - 115分              |

## 監督・監修作品

### 映画

#### 1950年代
| 公開年月日 | 公開年月日 | 作品名                            | 制作（配給）        | 脚本                    | 上映時間ほか                     |
| ---------- | ---------- | --------------------------------- | ------------------- | ----------------------- | -------------------------------- |
| 1958年     | 1月9日     | 心と肉体の旅                      | 日活撮影所 （日活） | 舛田利雄                | - モノクロ - スタンダード - 90分 |
| 1958年     | 2月12日    | 夜霧の第二国道                    | 日活撮影所 （日活） | 舛田利雄                | - モノクロ - スタンダード - 48分 |
| 1958年     | 5月31日    | 錆びたナイフ                      | 日活撮影所 （日活） | - 石原慎太郎 - 舛田利雄 | - モノクロ - 日活スコープ - 90分 |
| 1958年     | 4月29日    | 羽田発7時50分                     | 日活撮影所 （日活） | 山崎巌                  | - モノクロ - 日活スコープ - 59分 |
| 1958年     | 9月23日    | 赤い波止場                        | 日活撮影所 （日活） | - 池田一朗 - 舛田利雄   | - モノクロ - 日活スコープ - 99分 |
| 1958年     | 11月12日   | 完全な遊戯                        | 日活撮影所 （日活） | 白坂依志夫              | - モノクロ - 日活スコープ - 93分 |
| 1959年     | 1月28日    | 女を忘れろ                        | 日活撮影所 （日活） | - 舛田利雄 - 山崎巌     | - モノクロ - 日活スコープ - 97分 |
| 1959年     | 3月10日    | 今日に生きる                      | 日活撮影所 （日活） | - 山崎巌 - 江崎実生     | - カラー - 日活スコープ - 94分   |
| 1959年     | 4月28日    | 男が爆発する                      | 日活撮影所 （日活） | - 山崎巌 - 江崎実生     | - カラー - 日活スコープ - 99分   |
| 1959年     | 11月1日    | 天と地を駈ける男                  | 日活撮影所 （日活） | - 直居鉄哉 - 横山保朗   | - カラー - 日活スコープ - 97分   |
| 1959年     | 12月27日   | 「黒い落葉」より 青春を吹き鳴らせ | 日活撮影所 （日活） | 中西隆三                | カラー - 日活スコープ - 57分     |

#### 1960年代
| 公開年月日 | 公開年月日 | 作品名                  | 制作（配給） | 脚本                               | 上映時間ほか                        |
| ---------- | ---------- | ----------------------- | ------------ | ---------------------------------- | ----------------------------------- |
| 1960年     | 1月31日    | やくざの詩              | 日活         | 山田信夫                           | - カラー - シネマスコープ - 88分    |
| 1960年     | 4月29日    | 青年の樹                | 日活         | 山田信夫                           | - カラー - シネマスコープ - 88分    |
| 1960年     | 8月10日    | 喧嘩太郎                | 日活         | 松浦健郎                           | - カラー - シネマスコープ - 88分    |
| 1960年     | 12月27日   | 闘牛に賭ける男          | 日活         | - 山田信夫 - 舛田利雄              | - カラー - シネマスコープ - 94分    |
| 1961年     | 3月26日    | 生きていた野良犬        | 日活         | 舛田利雄                           | - カラー - シネマスコープ - 77分    |
| 1961年     | 4月23日    | 用心棒稼業              | 日活         | - 松浦健郎 - 中西隆三              | - カラー - シネマスコープ - 78分    |
| 1961年     | 7月15日    | 太陽、海を染めるとき    | 日活         | 山田信夫                           | - カラー - シネマスコープ - 90分    |
| 1961年     | 7月15日    | 太陽は狂ってる          | 日活         | 山田信夫                           | - カラー - シネマスコープ - 91分    |
| 1961年     | 10月24日   | 暗黒街の静かな男        | 日活         | - 江崎実生 - 中西隆三              | - カラー - シネマスコープ - 83分    |
| 1962年     | 1月14日    | 男と男の生きる街        | 日活         | - 熊井啓 - 舛田利雄                | - カラー - シネマスコープ - 94分    |
| 1962年     | 3月4日     | 上を向いて歩こう        | 日活         | 山田信夫                           | - カラー - シネマスコープ - 92分    |
| 1962年     | 8月12日    | 零戦黒雲一家            | 日活         | 星川清司                           | - カラー - シネマスコープ - 110分   |
| 1962年     | 11月3日    | ひとりぼっちの二人だが  | 日活         | - 熊井啓 - 江崎実生                | - カラー - シネマスコープ - 97分    |
| 1962年     | 12月26日   | 花と竜                  | 日活         | 井手雅人                           | - カラー - シネマスコープ - 109分   |
| 1963年     | 4月28日    | 太陽への脱出            | 日活         | - 山田信夫 - 山崎巖                | - カラー - シネマスコープ - 110分   |
| 1963年     | 10月4日    | 狼の王子                | 日活         | - 田村孟 - 森川英太朗              | - モノクロ - シネマスコープ - 103分 |
| 1964年     | 1月3日     | 赤いハンカチ            | 日活         | - 小川英 - 山崎巌 - 舛田利雄       | - カラー - シネマスコープ - 98分    |
| 1964年     | 2月23日    | 人生劇場                | 日活         | 棚田吾郎                           | - カラー - シネマスコープ - 105分   |
| 1964年     | 5月13日    | 河内ぞろ どけち虫       | 日活         | 笠原良三                           | - モノクロ - シネマスコープ - 103分 |
| 1964年     | 9月19日    | 殺人者を消せ            | 日活         | 池田一朗                           | - カラー - シネマスコープ - 94分    |
| 1964年     | 12月6日    | 河内ぞろ 喧嘩軍鶏       | 日活         | 甲斐久尊                           | - モノクロ - シネマスコープ - 100分 |
| 1965年     | 3月6日     | 城取り                  | 日活         | - 池田一朗 - 舛田利雄              | - モノクロ - シネマスコープ - 134分 |
| 1965年     | 7月14日    | 青春とはなんだ          | 日活         | - 山田信夫 - 舛田利雄              | - カラー - シネマスコープ - 101分   |
| 1965年     | 12月29日   | 赤い谷間の決斗          | 日活         | - 成沢昌茂 - 舛田利雄（潤色）      | - カラー - シネマスコープ - 93分    |
| 1966年     | 4月10日    | 日本仁侠伝 血祭り喧嘩状 | 日活         | 松浦健郎                           | - カラー - シネマスコープ - 89分    |
| 1966年     | 7月9日     | 夜のバラを消せ          | 日活         | - 下飯坂菊馬 - 瀬川昌治 - 池上金男 | - カラー - シネマスコープ - 95分    |
| 1966年     | 10月8日    | 栄光への挑戦            | 日活         | - 池上金男 - 舛田利雄              | - カラー - シネマスコープ - 87分    |
| 1966年     | 12月10日   | 嵐を呼ぶ男              | 日活         | 池上金男                           | - カラー - シネマスコープ - 95分    |
| 1967年     | 2月25日    | 星よ嘆くな 勝利の男     | 日活         | - 山崎巌 - 舛田利雄                | - カラー - シネマスコープ - 98分    |
| 1967年     | 6月3日     | 嵐来たり去る            | 日活         | - 池上金男 - 星川清司              | - カラー - シネマスコープ - 99分    |
| 1967年     | 9月6日     | 対決                    | 日活         | 池上金男                           | - カラー - シネマスコープ - 96分    |
| 1967年     | 10月7日    | 紅の流れ星              | 日活         | - 池上金男 - 舛田利雄              | - カラー - シネマスコープ - 97分    |
| 1967年     | 11月18日   | 血斗                    | 日活         | - 池上金男 - 舛田利雄              | - カラー - シネマスコープ - 94分    |
| 1968年     | 1月13日    | 無頼より 大幹部         | 日活         | - 池上金男 - 久保田圭司            | - カラー - シネマスコープ - 94分    |
| 1968年     | 5月29日    | わが命の唄 艶歌         | 日活         | 池上金男                           | - カラー - シネマスコープ - 109分   |
| 1968年     | 6月22日    | 昭和のいのち            | 日活         | - 池上金男 - 舛田利雄              | - カラー - シネマスコープ - 165分   |
| 1968年     | 9月21日    | あゝひめゆりの塔        | 日活         | - 八木保太郎 - 若井基成 - 石森史郎 | - モノクロ - シネマスコープ - 125分 |
| 1969年     | 1月22日    | 地獄の破門状            | 日活         | 星川清司                           | - カラー - シネマスコープ - 89分    |
| 1969年     | 8月23日    | 大幹部 殴り込み         | 日活         | 棚田吾郎                           | - カラー - シネマスコープ - 95分    |
| 1969年     | 12月31日   | 嵐の勇者たち            | 日活         | 永原秀一                           | - カラー - シネマスコープ - 100分   |

#### 1970年代
| 公開年月日 | 公開年月日 | 作品名                            | 制作（配給）                                                             | 脚本                                         | 上映時間ほか                      | 備考                                           |
| ---------- | ---------- | --------------------------------- | ------------------------------------------------------------------------ | -------------------------------------------- | --------------------------------- | ---------------------------------------------- |
| 1970年     | 9月25日    | トラ・トラ・トラ!                 | - エルモ・ウィリアムズ - リチャード・フライシャー - （20世紀フォックス） | - ラリー・フォレスター - 小国英雄 - 菊島隆三 | - カラー - パナビジョン - 144分   | リチャード・フライシャー、深作欣二らと共同監督 |
| 1971年     | 5月22日    | 暁の挑戦                          | - フジテレビ - 新国劇 - （松竹映配）                                     | - 橋本忍 - 国弘威雄 - 池田一朗               | - カラー - シネマスコープ - 141分 |                                                |
| 1971年     | 8月12日    | スパルタ教育くたばれ親父          | 日活                                                                     | - 佐治乾 - 中野顕彰                          | - カラー - シネマスコープ - 87分  |                                                |
| 1971年     | 9月15日    | さらば掟                          | 松竹                                                                     | 鴨井達比古                                   | - カラー - ビスタビジョン - 89分  | 原案・出演                                     |
| 1972年     | 2月23日    | 追いつめる                        | 松竹                                                                     | 野上龍雄                                     | - カラー - ビスタビジョン - 93分  |                                                |
| 1972年     | 4月15日    | 剣と花                            | 松竹                                                                     | 池上金男                                     | - カラー - ビスタビジョン - 86分  |                                                |
| 1972年     | 6月10日    | 影狩り                            | - 石原プロモーション - 東宝 - （東宝）                                   | 池上金男                                     | - カラー - シネマスコープ - 90分  |                                                |
| 1972年     | 10月10日   | 影狩り ほえろ大砲                 | - 石原プロモーション - （東宝）                                          | 池上金男                                     | - カラー - シネマスコープ - 89分  |                                                |
| 1973年     | 10月6日    | 人間革命                          | - シナノ企画 - 東宝映像 - （東宝）                                       | 橋本忍                                       | - カラー - シネマスコープ - 159分 |                                                |
| 1974年     | 8月3日     | ノストラダムスの大予言            | - 東宝映像 - 東宝映画 - （東宝）                                         | - 八住利雄 - 舛田利雄（潤色）                | - カラー - シネマスコープ - 112分 | 受話器の声として出演                           |
| 1974年     | 10月12日   | 俺の血は他人の血                  | 松竹                                                                     | 舛田利雄                                     | - カラー - ビスタビジョン - 91分  |                                                |
| 1976年     | 6月19日    | 続・人間革命                      | - シナノ企画 - 東宝映像 - （東宝）                                       | 橋本忍                                       | - カラー - シネマスコープ - 159分 |                                                |
| 1977年     | 8月6日     | 宇宙戦艦ヤマト                    | - （オフィス・アカデミー - 東急レクリエーション - 東映洋画）             | - 藤川桂介 - 山本暎一                        | - カラー - スタンダード - 151分   |                                                |
| 1978年     | 8月5日     | さらば宇宙戦艦ヤマト 愛の戦士たち | - 東映動画 - （東映）                                                    | - 舛田利雄 - 藤川桂介 - 山本英明             | - カラー - スタンダード - 151分   | 松本零士と共同監督                             |
| 1978年     | 11月3日    | テイクオフ                        | 日本ヘラルド映画                                                         |                                              | 100分                             | 総監督                                         |
| 1979年     | 7月1日     | 海のトリトン                      | 東映                                                                     | 松岡清治（構成）                             | - カラー - スタンダード - 74分    | 監修                                           |

#### 1980年代
| 公開年月日 | 公開年月日 | 作品名                            | 制作（配給）                                                                           | 脚本                                                   | 上映時間ほか                      | 備考                                     |
| ---------- | ---------- | --------------------------------- | -------------------------------------------------------------------------------------- | ------------------------------------------------------ | --------------------------------- | ---------------------------------------- |
| 1980年     | 8月2日     | ヤマトよ永遠に                    | - オフィス・アカデミー - （東映）                                                      | - 舛田利雄 - 山本英明 - 藤川桂介                       | - カラー - ビスタビジョン - 145分 | 松本零士と共同監督                       |
| 1980年     | 8月2日     | 二百三高地                        | - 東映東京撮影所 - （東映）                                                            | 笠原和夫                                               | - カラー - ビスタビジョン - 185分 |                                          |
| 1981年     | 3月14日    | 宇宙戦艦ヤマト 新たなる旅立ち     | - オフィス・アカデミー - （東映）                                                      | 山本英明                                               | - カラー - 95分                   | 監修                                     |
| 1982年     | 8月7日     | 大日本帝国                        | - 東映東京 - （東映）                                                                  | 笠原和夫                                               | - カラー - ビスタビジョン - 180分 |                                          |
| 1982年     | 8月7日     | ハイティーン・ブギ                | 東宝映画 （東宝）                                                                      | 永原秀一 舛田利雄                                      | カラー ビスタビジョン 130分       |                                          |
| 1982年     | 10月30日   | FUTURE WAR 198X年                 | 東映                                                                                   | 高田宏治                                               | - カラー - ビスタビジョン - 125分 | 勝間田具治と共同監督                     |
| 1983年     | 3月19日    | 宇宙戦艦ヤマト 完結編 （35mm版）  | - 東映動画 - （東映）                                                                  | - 山本英明 - 笠原和夫 - 山本暎一 - 舛田利雄 - 西崎義展 | - カラー - ビスタビジョン - 152分 | 総監修                                   |
| 1983年     | 6月4日     | 日本海大海戦 海ゆかば             | 東映                                                                                   | 笠原和夫                                               | - カラー - ビスタビジョン - 131分 |                                          |
| 1983年     | 11月5日    | 宇宙戦艦ヤマト 完結編 （70mm版）  | - 東映動画 - （東映）                                                                  | - 山本英明 - 笠原和夫 - 山本暎一 - 舛田利雄 - 西崎義展 | - カラー - ビスタビジョン - 163分 | 総監修                                   |
| 1983年     | 12月24日   | エル・オー・ヴィ・愛・N・G        | - 東宝映画 - ジャニーズ事務所 - （東宝）                                               | 高田宏治                                               | - カラー - ビスタビジョン - 108分 |                                          |
| 1984年     | 8月11日    | 零戦燃ゆ                          | - 東宝映画 - （東宝）                                                                  | 笠原和夫                                               | - カラー - ビスタビジョン - 128分 | 零戦の飛行テストを見守る海軍将校役で出演 |
| 1985年     | 1月25日    | 愛・旅立ち                        | 東宝                                                                                   | - 笠原和夫 - 舛田利雄                                  | - カラー - ビスタビジョン - 127分 |                                          |
| 1985年     | 8月10日    | オーディーン 光子帆船スターライト | - ウエスト・ケープ・コーポレーション - 東映動画 - （東映）                             | - 笠原和夫 - 舛田利雄 - 山本暎一                       | - カラー - ビスタビジョン - 139分 | 総監督                                   |
| 1986年     | 11月11日   | 侠女十三妹                        | - 北京電影制片廠 - ツジオプチカル研究所 - （東京国際ファンタステック映画祭実行委員会） | - 孟烈 - 楊啓天 - 張祖成                               | - カラー - 3D                     | 日本・中国合作映画、監修                 |
| 1986年     | 5月24日    | 片翼だけの天使                    | - キネマ旬報社 - （ヘラルド・エース）                                                  | 田村孟                                                 | - カラー - ビスタビジョン - 117分 |                                          |
| 1987年     | 1月17日    | 首都消失                          | - 関西テレビ - 徳間書店 - 大映映画 - （東宝）                                          | - 舛田利雄 - 山浦弘靖                                  | - カラー - ビスタビジョン - 120分 |                                          |
| 1987年     | 9月12日    | この愛の物語                      | - 松竹富士 - 日本テレビ                                                                | つかこうへい                                           | - カラー - ビスタビジョン - 117分 |                                          |
| 1989年     | 6月10日    | 社葬                              | - 東映京都撮影所 - （東映）                                                            | 松田寛夫                                               | - カラー - ビスタビジョン - 129分 |                                          |

#### 1990年代以降
| 公開年月日 | 公開年月日 | 作品名                                       | 制作（配給）                                  | 脚本                             | 上映時間ほか                      | 備考   |
| ---------- | ---------- | -------------------------------------------- | --------------------------------------------- | -------------------------------- | --------------------------------- | ------ |
| 1991年     | 1月26日    | 動天                                         | - トーメン - （東映）                         | - 芦沢俊郎 - 笠原和夫 - 舛田利雄 | - カラー - ビスタビジョン - 123分 |        |
| 1991年     | 12月14日   | 江戸城大乱                                   | - 東映 - フジテレビジョン - （東映）          | 高田宏治                         | - カラー - ビスタビジョン - 114分 |        |
| 1991年     | 12月23日   | 必殺!5 黄金の血                              | - 松竹 - 朝日放送 - 京都映画撮影所 - （松竹） | 吉田剛                           | - カラー - ビスタビジョン - 104分 |        |
| 1992年     | 10月3日    | 天国の大罪                                   | - 東映 - テレビ朝日 - （東映）                | 松田寛夫                         | - カラー - ビスタビジョン - 115分 |        |
| 1992年     | 1月25日    | 三国志 第一部 英雄たちの夜明け               | - シナノ企画 - （東映）                       | 笠原和夫                         | - カラー - ビスタビジョン - 138分 | 監修   |
| 1993年     | 3月20日    | 三国志 第二部 長江燃ゆ!                      | - シナノ企画 - （東映）                       | 笠原和夫                         | - カラー - ビスタビジョン - 155分 | 監修   |
| 1994年     | 4月9日     | 三国志 完結編 遥かなる大地                   | - シナノ企画 - （東映）                       | 笠原和夫                         | - カラー - ビスタビジョン - 147分 | 監修   |
| 2009年     | 12月12日   | 宇宙戦艦ヤマト 復活篇                        | - エナジオ - （東宝）                         | - 石原武龍 - 冨岡淳広 - 西崎義展 | - カラー - ビスタビジョン - 135分 | 総監修 |
| 2012年     | 1月28日    | 宇宙戦艦ヤマト 復活篇 ディレクターズカット版 | - エナジオ - （東宝）                         | - 石原武龍 - 冨岡淳広 - 西崎義展 | - カラー - ビスタビジョン - 123分 | 総監修 |

### テレビドラマ
- 水滸伝（NTV）
- 子連れ狼（NTV）
- 暗黒流砂 [5]（MBS）
- 大都会 闘いの日々（NTV）
- 大都会 PARTII（NTV）
- 土曜ワイド劇場（ANB）
  - 新幹線殺人事件 [6]
  - 夜の大捜査網 脱出 [7] - 脚本兼任
- 大空港（CX）
- 大激闘マッドポリス'80（NTV）
- 二百三高地 愛は死にますか（TBS） - 監督・監修（監修は舛田が演出をしていない第3・4・5・6話のみ）
- ただいま絶好調!（ANB）
- 源義経  (TBS)
- 名奉行 遠山の金さん（ANB）
- 戦国最後の勝利者!徳川家康（ANB） - 西垣吉春と共同演出。また、舛田本人も武田信玄役で一部出演。
- 新春大型時代劇スペシャル 大忠臣蔵（TBS）
- 御家人斬九郎（CX）
- 刑事追う!（TX）
- 京都埋蔵金殺人事件 [8]（TBS）

### テレビアニメ
- 宇宙戦艦ヤマト（YTV）- 監修
- 宇宙戦艦ヤマト2（YTV）- 原案
- 宇宙戦艦ヤマト 新たなる旅立ち（CX）- 監修

### テレビドキュメンタリー
- 木曜スペシャル ペンタゴン 米ソ軍事戦略の全貌（NTV） - 構成・演出

### 教育ビデオ
- 実録、管理職。Do your best（1991年、社員教育研究所） - 監修

### ビデオアニメ
- YAMATO2520（1995年） - 監修

### コマーシャルフィルム
- 宝酒造 松竹梅 - 演出

## 脚本
本節では舛田が監督等を兼任していないもののみを挙げる。
| 公開年月日 | 公開年月日 | 作品名     | 制作（配給）                     | 脚本                  | 監督     | 上映時間ほか                      |
| ---------- | ---------- | ---------- | -------------------------------- | --------------------- | -------- | --------------------------------- |
| 1955年     | 8月9日     | 三つの顔   | 日活                             | - 井上梅次 - 舛田利雄 | 井上梅次 | - モノクロ - スタンダード - 100分 |
| 1956年     | 1月8日     | 悪の報酬   | 日活                             | - 陶山鉄 - 舛田利雄   | 野口博志 | - モノクロ - スタンダード - 84分  |
| 1956年     | 12月19日   | 月蝕       | 日活                             | - 井上梅次 - 舛田利雄 | 井上梅次 | - モノクロ - スタンダード - 103分 |
| 1975年     | 7月12日    | 東京湾炎上 | - 東宝映像 - 東宝映画 - （東宝） | - 大野靖子 - 舛田利雄 | 石田勝心 | - カラー - シネマスコープ - 87分  |